# Carmelo Juan Giaquinta
Carmelo Juan Giaquinta (22 de junho de 1930 - 22 de junho de 2011) foi um clérigo argentino e arcebispo católico romano de Resistencia.
Carmelo Juan Giaquinta foi ordenado sacerdote pela Arquidiocese de Buenos Aires em 4 de abril de 1953.
Em 11 de março de 1980, o Papa João Paulo II o nomeou Bispo Auxiliar de Viedma e Bispo Titular de Zama Menor. O Arcebispo de Buenos Aires, Juan Carlos Aramburu, o consagrou em 30 de maio do mesmo ano; Os co-consagradores foram Miguel Hesayne, Bispo de Viedma, e Octavio Nicolás Derisi, Bispo Auxiliar de La Plata.
Em 16 de junho de 1986 foi nomeado Bispo de Posadas. Em 22 de março de 1993 foi nomeado Arcebispo de Resistencia e empossado em 6 de junho do mesmo ano. Ele renunciou ao cargo em 1 de abril de 2005.